# Hara-Mangrovenwälder von Qeschm

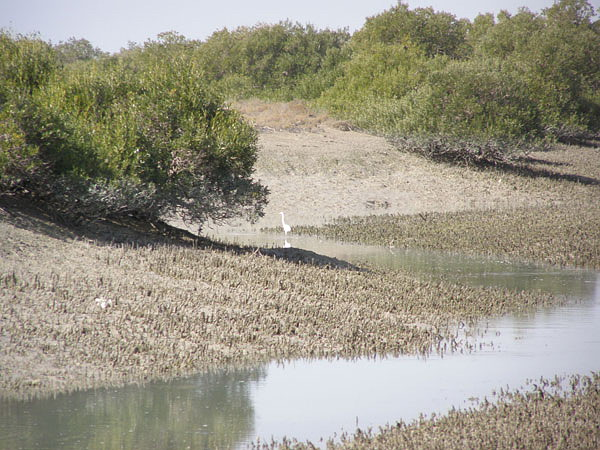
Hara-Wälder auf Qeschm

Hara-Mangrovenwälder sind Mangrovenwälder im Süden des Iran vor allem in der Nähe von und auf der Insel Qeschm im Persischen Golf. 
Der von der Spezies  Avicennia marina (mit der lokalen Bezeichnung Hara oder Harra, حرا) dominierte Wald bildet ein wichtiges ökologisches System, das als Biosphärenreservat dient und als solches unter Naturschutz steht. Die kommerzielle Nutzung der Hara-Wälder reduziert sich auf das Fischen (hauptsächlich von Schrimps), auf Touristenbootsfahrten und das geringfügige Abholzen zum Zwecke der Tierfütterung.

## Merkmale des Hara-Baumes
Der hellblättrige Avicennia marina (Hara-Baum) wächst in der Regel auf eine Höhe von drei bis sieben Metern. Das Salzwassergewächs, das regelmäßig in der Flut versinkt, erblüht in gelben Blüten und trägt von Juli bis August eine süße mandelähnliche Frucht. Durch die Bewegung des Wassers werden die Pflanzensamen in ruhigere Teile des Gewässers getragen, wo sie dann keimen. Das Gebiet zwischen der Nordküste Qeschms und der angrenzenden südlichen Festlandküste eignet sich hierzu besonders gut. Aus diesem Grunde findet man hier auch weitläufige Mangrovenwälder.
Die langen, schmalen, ovalförmigen Blätter des Baumes zeichnen sich durch einen hohen Nährwert für die Viehzucht aus, der dem von Gerste oder Luzerne fast gleichkommt.
Ein Filtersystem in der Baumborke erlaubt es der Pflanze, Wasser aufzunehmen und es gleichzeitig zu entsalzen.

## Ausdehnung und Bedeutung des Waldes

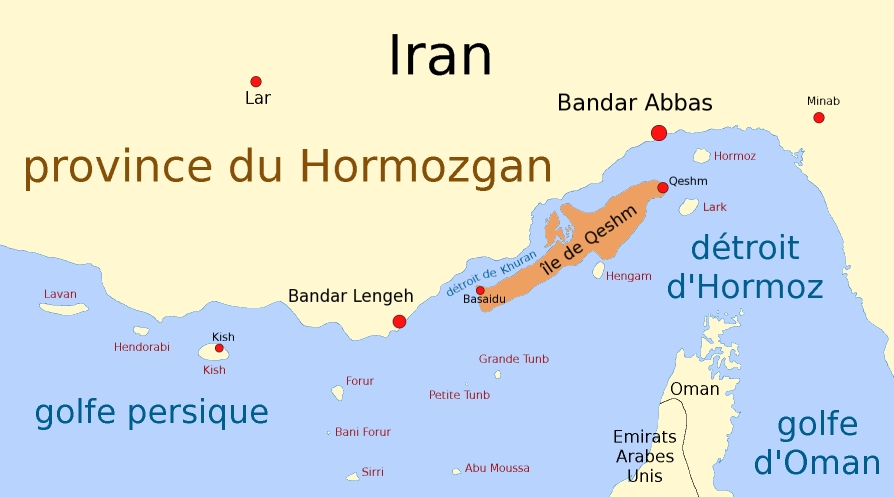
Gebiet der Harawälder auf und um Qeshm

Der Harawald auf Qeschm und dem gegenüberliegenden Festland erstreckt sich auf eine Fläche von 20 Quadratkilometern und wird von Wasserläufen durchzogen.
Das Gebiet ist ein wichtiger Lebensraum für Zugvögel während der Wintermonate, sowie für Reptilien, diverse Sorten von Fischen, Gliederfüßern und Muscheln. Grüne Meeresschildkröten und giftige Seeschlangen bewohnen ebenfalls diese Wälder. Zu der hier heimischen Vogelwelt gehören Reiher, Flamingos, Pelikane und Adler.